# Gerrit de Veer

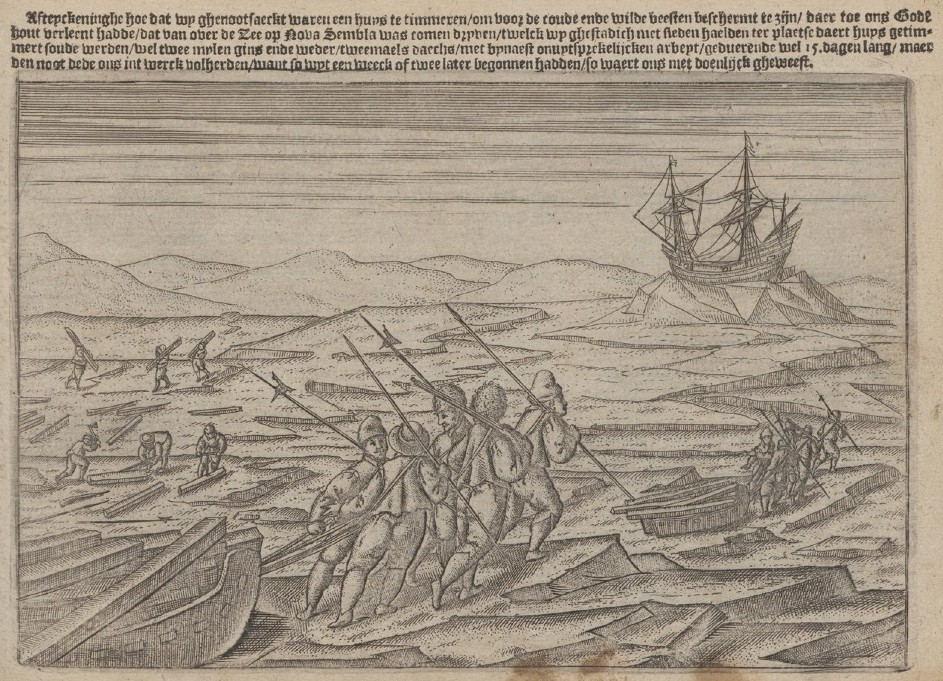
Illustratie uit het in 1598 gepubliceerde dagboek van Gerrit de Veer: bouw van het Behouden Huys.

Gerrit de Veer (ca. 1570 - na 1598) was een van de lagere officieren tijdens de tweede en derde tocht van Jacob van Heemskerck en Willem Barentsz 'om de Noord' om een kortere zeeroute naar Indië te vinden. In 1596 slaagde Barentsz er inderdaad in het noordpunt van Nova Zembla te ronden, maar kwam daarna vast te zitten in het ijs. De bemanningsleden moesten de winter doorbrengen in een met planken van hun schip en aangespoeld drijfhout gebouwd onderkomen, bekend als Het Behouden Huys. 
Toen in de lente de zee weer langzaam bevaarbaar werd herstelden de bemanningsleden twee sloepen. Daarmee konden de zestien opvarenden naar de bewoonde wereld terugkeren. Expeditieleider Barentsz stierf echter een week na vertrek. Zijn mannen keerden wel terug naar Kola, waar ze opgepikt werden door een Nederlands handelsschip onder commando van hun voormalige medereiziger Jan Corneliszoon Rijp. 

## Dagboek
De Veer hield een dagboek van de tocht en de overwintering bij en publiceerde dit later in Nederland bij de uitgever Cornelis Claesz, die ook het werk van zijn vader, de historicus Ellert de Veer uitgaf. Het is de enige gedetailleerde beschrijving van deze derde tocht en beschrijft de gebeurtenissen van dag tot dag. De Veer noteerde ook de stand van de zon, planeten en sterren. Door de beweging van de hemellichamen bij te houden, wisten de bemanningsleden welke dag het was en wanneer zij redelijkerwijs een poging konden wagen om naar Nederland terug te varen. Hij beschreef op 24 januari 1597 een zonsopgang, twee weken eerder dan verwacht.  Daardoor kwam hij na terugkeer in conflict met zijn leermeester Robbert Robbertsz. le Canu, die op theoretische gronden de mogelijkheid aanvocht. Voor het verschijnsel is in 1604 een verklaring gevonden, een arctische luchtspiegeling en bekend als het Nova Zembla-effect. De Veer beschrijft ook de terugtocht met de sloepen langs de kust van Nova Zembla naar Kola in zijn verslag. 